# Pierwsze światło

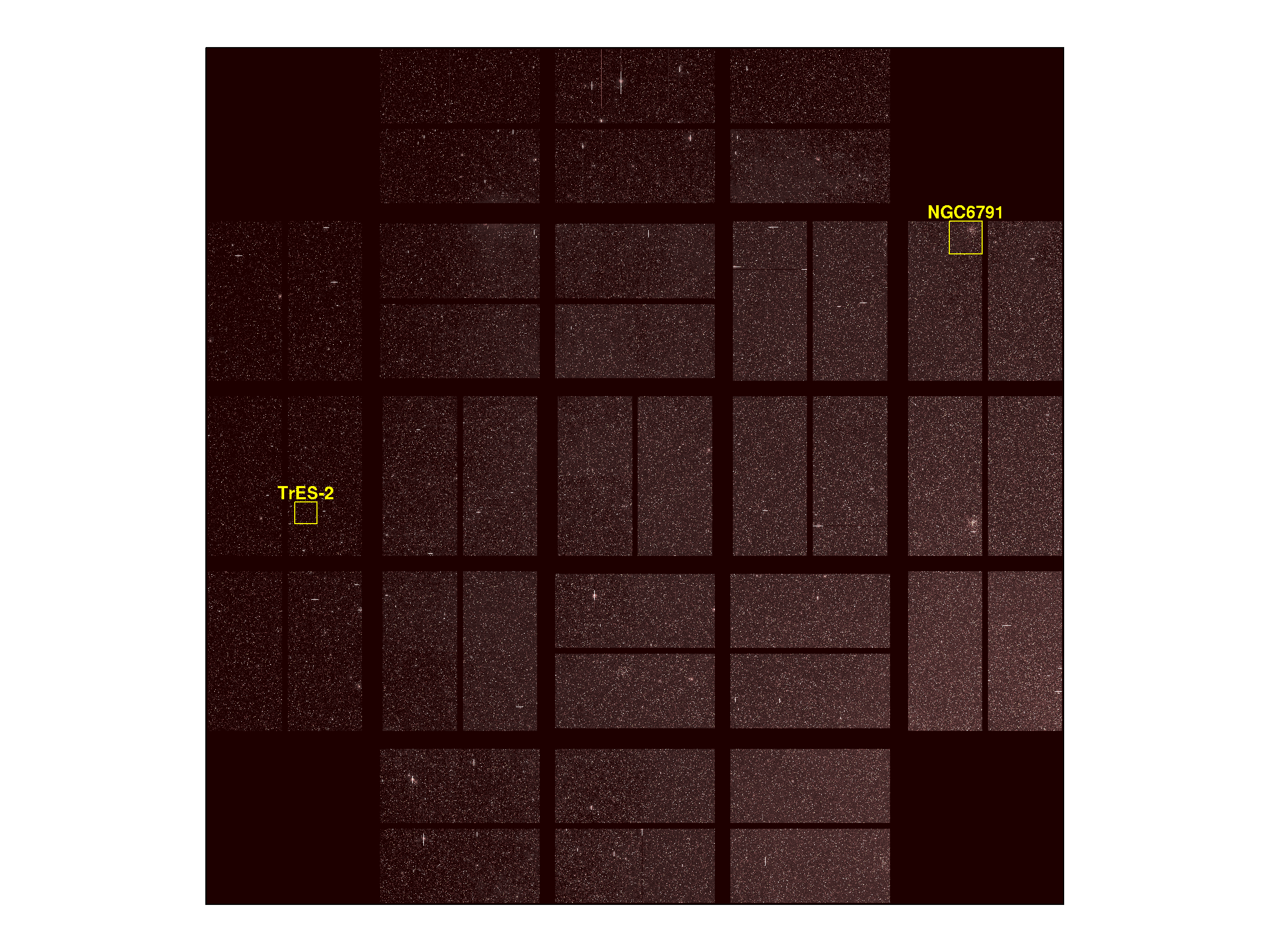
Zdjęcie pierwszego światła Kosmicznego Teleskopu Keplera

Pierwsze światło – w astronomii termin oznaczający pierwsze użycie teleskopu (lub ogólnie nowego narzędzia) w celu zrobienia astronomicznego zdjęcia po tym, jak ukończono jego budowę. Często nie jest to pierwsza obserwacja za pomocą teleskopu; testy optyczne zazwyczaj są przeprowadzane w świetle dziennym w celu dostosowania elementów. Obraz pierwszego światła zazwyczaj wywołuje niewielkie zainteresowanie naukowe i jest słabej jakości, gdyż różne elementy teleskopu muszą jeszcze być wyregulowane w celu uzyskania optymalnej wydajności. Mimo to, pierwsze światło jest bardzo ciekawe, zarówno dla osób, które projektują i budują teleskop, jak i astronomicznej społeczności, która mogła wyczekiwać momentu, gdy teleskop zostanie już zbudowany. Jako przedmiot zdjęcia zazwyczaj wybierany jest dobrze znany i interesujący obiekt astronomiczny.
Na przykład ponadpięciometrowy teleskop Hale zobaczył pierwsze światło 26 listopada 1949, kierując się na NGC 2261 pod kierownictwem amerykańskiego astronoma Edwina Powella Hubble’a. Zdjęcie zostało opublikowane w wielu czasopismach i jest dostępne w sieci.
Isaac Newton Telescope miał dwa pierwsze światła: jedno w Anglii w 1965 roku z oryginalnym lustrem, a drugie w 1984 roku na wyspie La Palma. Drugie pierwsze światło było z użyciem kamery, która pokazała migający pulsar.
Large Binocular Telescope miał swoje pierwsze światło z jednym głównym lustrem 12 października 2005 roku. Obiektem obserwacji była galaktyka NGC 891. Drugie główne lustro zostało zamontowane w styczniu 2006 roku, a do stanu pełnej używalności zostało doprowadzone dwa lata później.
Wielki Teleskop Kanaryjski wykonał pierwsze zdjęcie obiektowi Tycho 1205081 14 lipca 2007 roku.
Interface Region Imaging Spectrograph, satelita do obserwacji Słońca miał pierwsze światło 17 lutego 2013. Kierownik zespołu naukowego odnotował: „Jakość zdjęć i widm, które otrzymaliśmy od IRIS jest zachwycająca. To jest właśnie to, na co mieliśmy nadzieję...”.

## Kosmologia
W kosmologii fizycznej, pierwsze światło oznacza światło emitowane z pierwszej generacji populacji gwiazdowych, ukształtowanych mniej niż miliard lat po Wielkim Wybuchu, których powstanie doprowadziło kosmologiczne Ciemne Wieki do końca.

## Galeria zdjęć

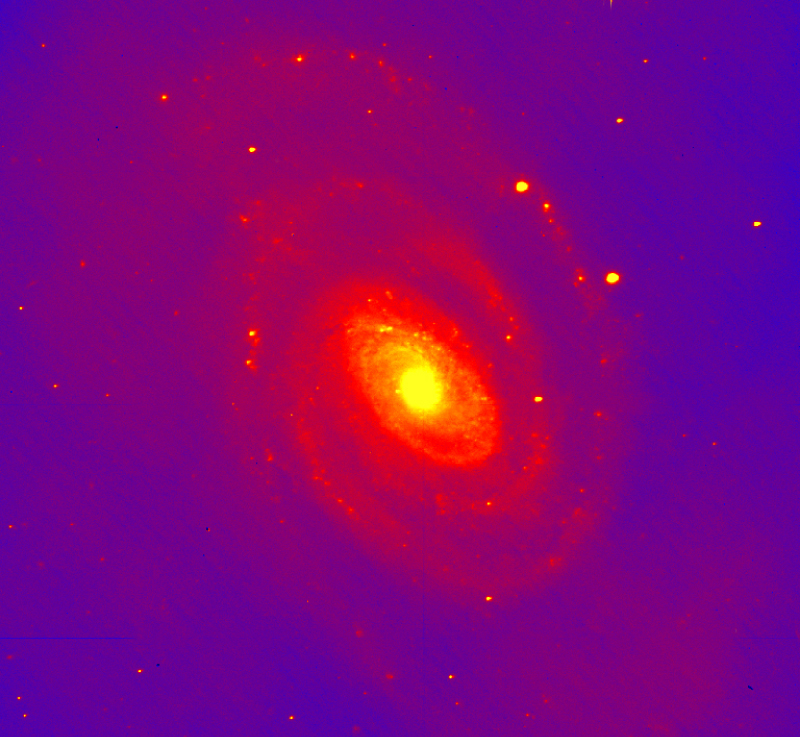
Pierwsze światło Very Large Telescope skierowanego na NGC 5364
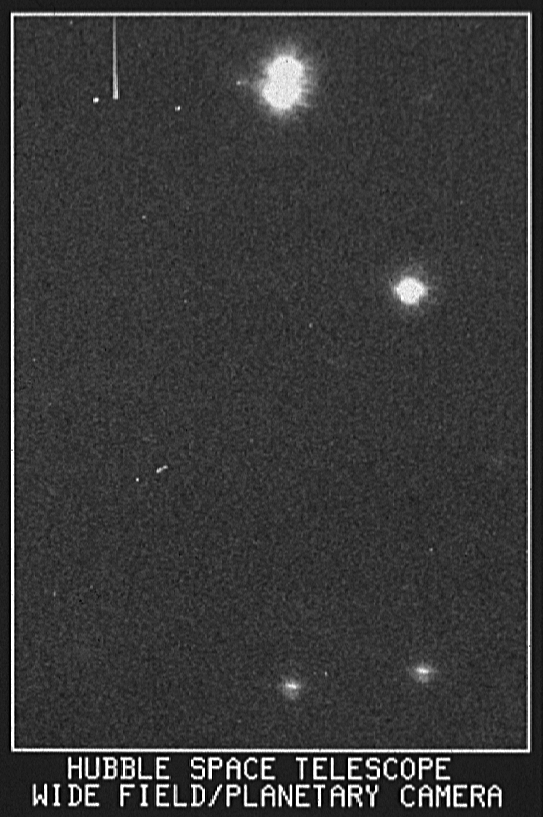
Pierwsze światło Kosmicznego Teleskopu Hubble’a
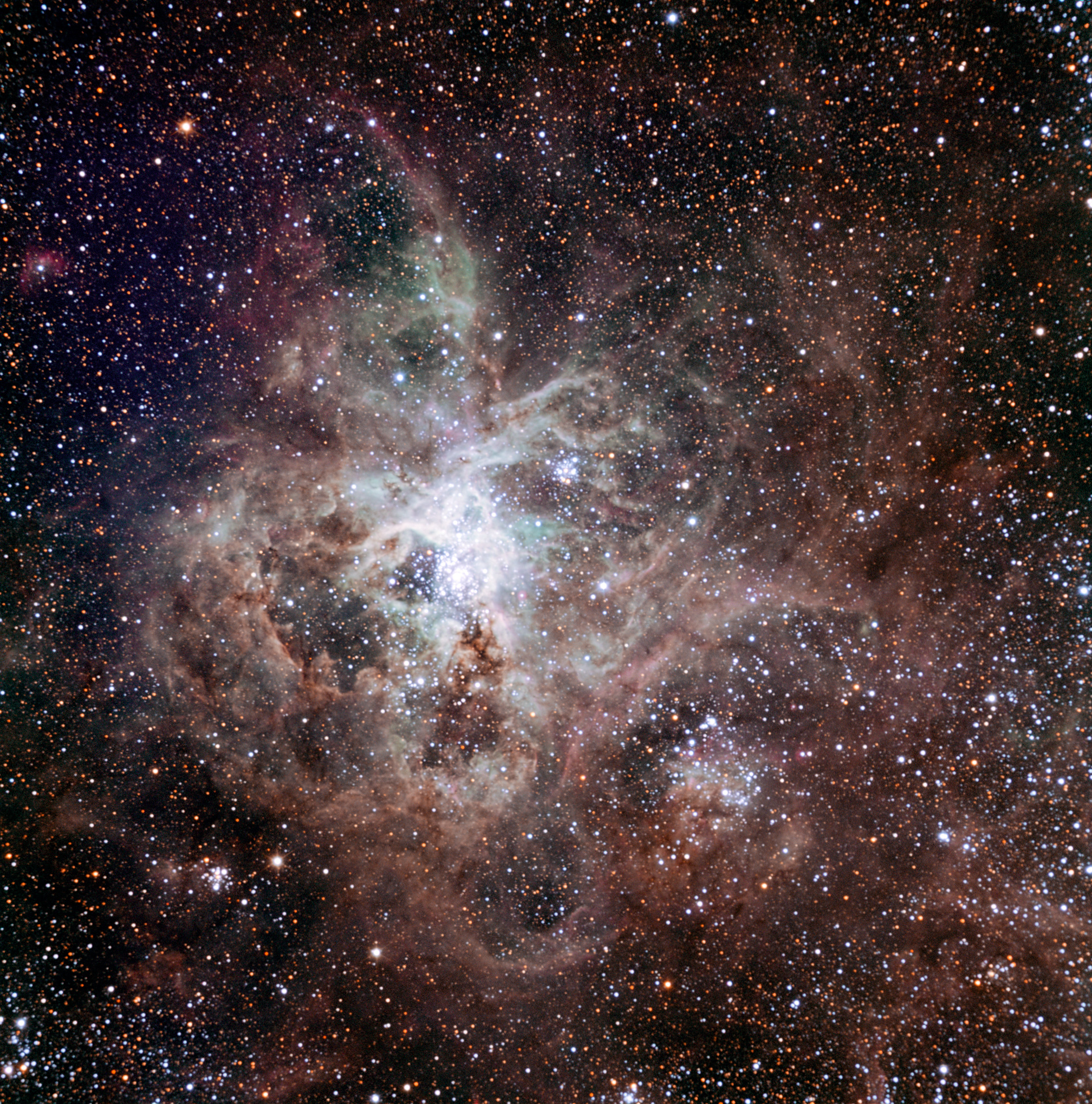
Mgławica Tarantula – teleskop TRAPPIST